# Juan Dakas
Juan Dakas (Madrid, 1974) es un productor de cine y televisión español.

## Biografía
Licenciado en Derecho por la Universidad Autónoma de Madrid y en Comunicación Audiovisual por la Universidad Complutense de Madrid. 
En agosto de 1994 creó la productora Amiguetes Entertainment junto con el entonces desconocido actor y director Santiago Segura, para producir el cortometraje El purificador (Evilio Vuelve), el recopilatorio JIStory, y un videoclip del tema musical  Memphis Blues Again, versionado por Kiko Veneno, 2 años más tarde.
En 1997 participa en la producción de Torrente, el brazo tonto de la ley (1997), primera entrega de la serie del policía antihéroe José Luis Torrente, que a la sazón se convertirían en la saga más exitosa y rentable del cine español.
En el año 2000 produce, junto con Andrés Vicente Gómez, la segunda entrega de la saga Torrente 2, misión en Marbella (2001) que fue, por aquel momento, la película española más taquillera y que, con 5 000 000 espectadores, se convirtió en todo un fenómeno mediático.
Posteriormente vendrían Asesino en serio (2002), coproducida con Guillermo del Toro, El oro de Moscú (2003), y Una de zombis (2004). 
Tras dar por terminada esa etapa, en 2005, ya como productor independiente y coguionista, firmó el documental Radiophobia (2006), sobre el desastre de la catástrofe de la central nuclear de Chernobyl, el cual obtiene premios y reconocimientos en festivales de todo el mundo, entre otros a destacar: Premio del Público DocumentaMadrid; Best Film, Best Documentary and Best Photography ECU European Independent Film, Paris; Best Documentary Brooklyn Film Festival, USA y Mejor Documental Bogotá Film Festival, Colombia. 
En el mismo año 2005 inicia una nueva etapa en la posproducción audiovisual y VFX, como socio-director del estudio Free Your Mind, y responsable de títulos tan destacados como “Ocho apellidos Vascos”, “Torrente 4” (como "1 visual effects producer" en 3D estereoscópico), “Combustión”, “Grupo 7”, "Torrente 5" y “Ocho apellidos catalanes”, entre otros destacados trabajos de cine y publicidad, siendo premiada en 2015 con el premio “Goya” a mejores efectos especiales por Las Brujas de Zugarramurdi de Álex de la Iglesia.
En 2014 participa, como productor creativo, en la película de largometraje Tres 60, producida por Bowfinger Pictures y dirigida por Alejandro Ezcurdia y protagonizada por Raúl Mérida, Sara Sálamo, Geraldine Chaplin y Joaquim de Almeida.

## Filmografía
- 1994 - El purificador (Evilio vuelve)
- 1997 - Torrente, el brazo tonto de la ley
- 1999 - Petra Delicado (Serie de TV)
- 2001 - Torrente 2, misión en Marbella
- 2002 - Asesino en serio
- 2003 - El oro de Moscú
- 2004 - Una de zombis
- 2006 - Radiophobia
- 2013 - Tres 60
- Todas las películas producidas o participadas por Amiguetes Entertainment.